# Sava-Arangel Čestić
Sava-Arangel Čestić (Offenbach del Meno, 19 de febrero de 2001) es un futbolista alemán, nacionalizado serbio, que juega en la demarcación de defensa para el Heracles Almelo de la Eredivisie.

## Selección nacional
Tras jugar con la selección de fútbol sub-17 de Serbia, la sub-19 y la sub-21, finalmente hizo su debut con la selección absoluta el 7 de junio de 2021 en un encuentro amistoo contra Jamaica que finalizó con un resultado de empate a uno tras el gol de Strahinja Pavlović para Serbia, y de Andre Gray para Jamaica.

## Clubes
| Club                | País         | Año       | Partidos | Goles |
| ------------------- | ------------ | --------- | -------- | ----- |
| 1. F. C. Colonia II | Alemania     | 2020-2022 | 28       | 2     |
| 1. F. C. Colonia    | Alemania     | 2020-2022 | 11       | 0     |
| H. N. K. Rijeka     | Croacia      | 2022      | 9        | 0     |
| Heracles Almelo     | Países Bajos | 2023-     | 15       | 0     |